# Mérélessart
Mérélessart település Franciaországban, Somme megyében. Lakosainak száma 187 fő (2022. január 1.). Mérélessart Wiry-au-Mont, Allery, Citerne és Hallencourt községekkel határos.

## Népesség
A település népességének változása:
| Lakosok száma | 200  | 198  | 203  | 197  | 197  | 193  | 192  | 191  | 187  |
|               | 2013 | 2015 | 2016 | 2017 | 2018 | 2019 | 2020 | 2021 | 2022 |